# Шкаф

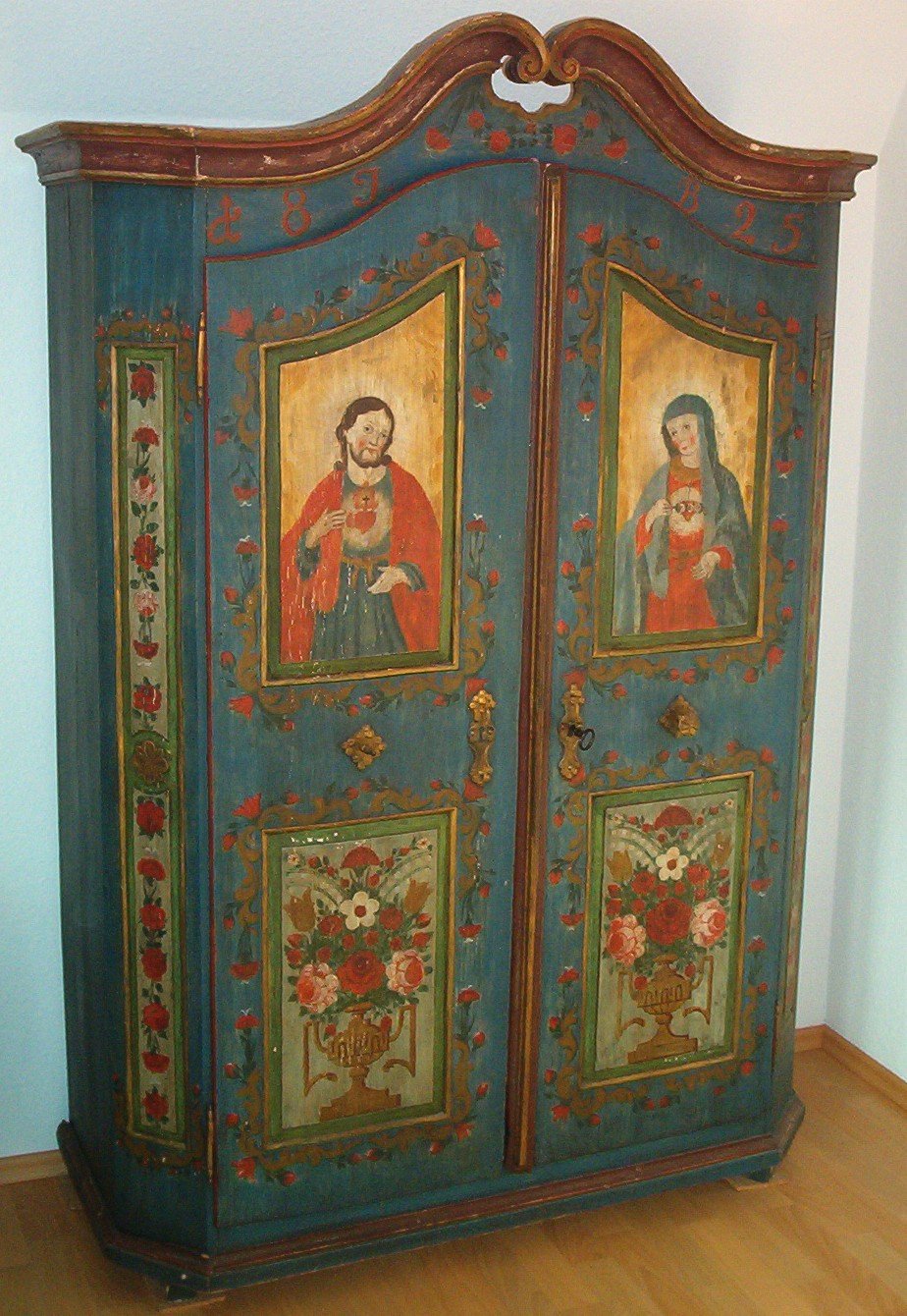
Шкаф для одежды, 1800 год

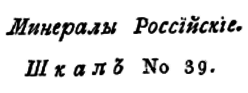
Написание слова «шкаф» в 1821 году

Шкаф (устар. шкапъ) — мебельное изделие (преимущественно с дверцами, с ящиками или без них) для хранения предметов различного функционального назначения.

## Этимология
Слово происходит от швед. Skap или нем. Schaff, от нем. Schaffen — приводить в порядок.

## История
История шкафа началась в XVII—XVIII веке.

### Прототипы

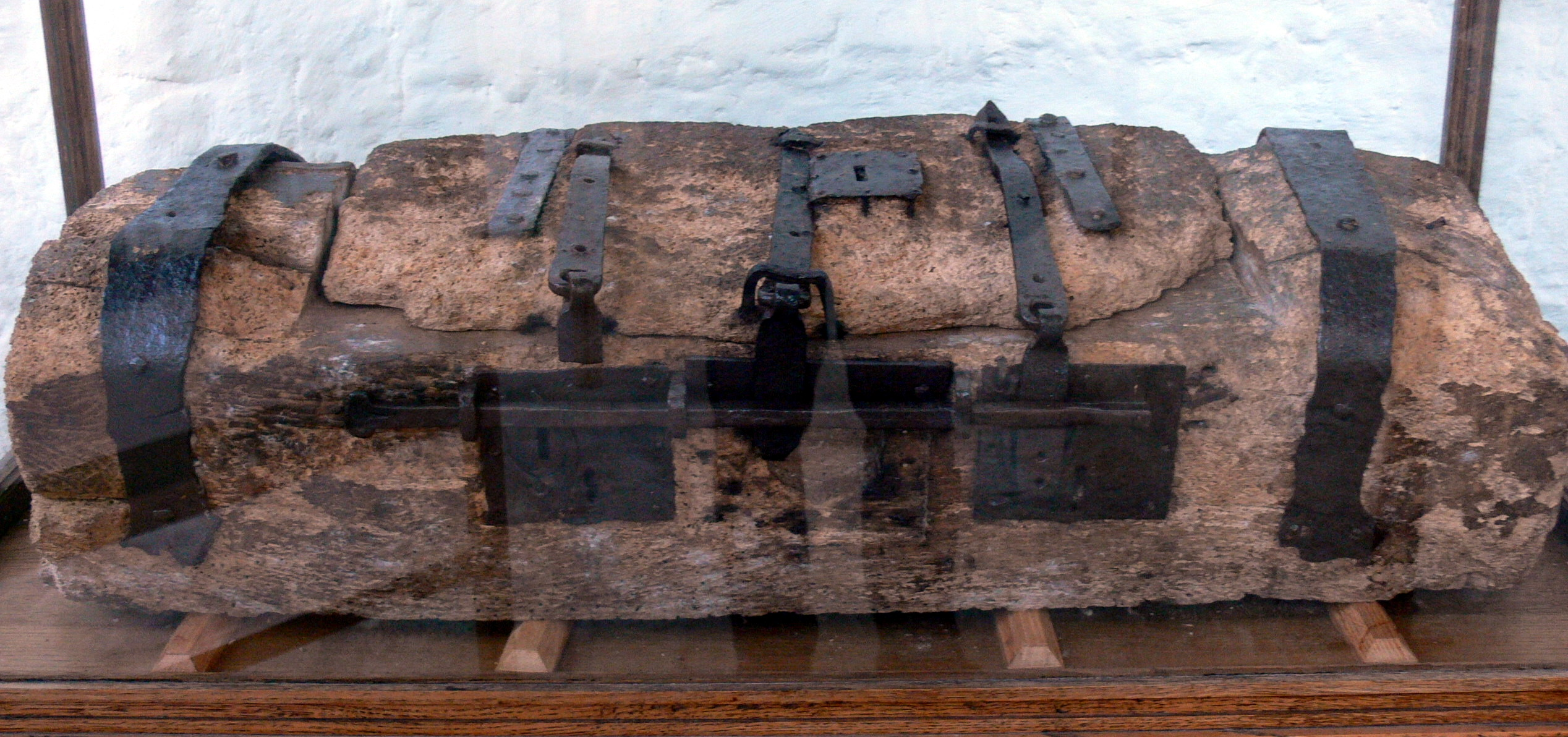
Сундук св. Беуно, из цельного дерева, VI—VII вв.

Самый простой и естественный прототип шкафа — это объёмное углубление в относительно твёрдых материалах: стене или полу пещеры, в дереве (дупло), место для хранения различных припасов и полезных вещей. Научившись обрабатывать древесину, человек использовал полую часть срубленного ствола как готовое хранилище. Позже он научился выдалбливать в стволах нужную ему для складирования нишу. Ещё позже человек научился делать полые ящики и ящики с крышкой. По сути получился первый «шкаф». Наиболее раннее свидетельство об использовании в быту деревянных ящиков с крышкой найдено в Египте и датируется III веком до н. э.
У развитых цивилизаций Востока, предположительно, ящик с крышкой переняли и хорошо освоили жители Древней Греции и Рима, откуда впоследствии он начал своё распространение ко всем остальным народам Европы. Однако римляне изобрели ещё один вид «протошкафа» — «armarium» (от лат. arma — оружие). Первоначально это было место для хранения в доме оружия и оно было сакральным, как связанное с тайной жизни и смерти. Другое сакральное место, где хранились особо почитаемые римлянами изображения богов-покровителей домашнего очага — лары и пенаты — называлось «ларарий» (лат. lararium). Ларарий тоже являлся «протошкафом», он представлял собой или нишу в стене, часто с дверцами, которые открывались во время трапез и празднеств, или небольшой шкафчик, имитирующий своей формой храм. В ларарии хранились не только изображения богов, но и прочие сакральные предметы, к примеру, пучки волос, состриженные во время посвящения юношей в мужчины или детские куклы девушек, выданных замуж.
Постепенно и «armarium» развился в некое подобие шкафа в виде полок, располагавшихся обычно в нише, иногда с дверцами, для хранения домашнего скарба, ремесленных изделий, пергаментных и папирусных свитков и восковых табличек. От латинского «armarium» произошли современные итальянские, испанские и французские слова, обозначающие «шкаф» — armario, armadio и armoire соответственно, хотя долгое время так именовались преимущественно открытые шкафы для рукописных и позже печатных книг. От этого же слова происходит название специальной ниши или отдельного шкафчика в алтарной части католических храмов — «almery», где священники хранили предметы культа (чаши, судки, блюдца, подносы, священное масло и священнические облачения).

### Средневековье
Вплоть до позднего Средневековья, кроме армариев в храмах и монастырях, функцию хранения временно неиспользуемых предметов обихода, — функцию шкафа, — выполняли разнообразные по форме и размерам ящики с крышкой. В России они получили название «ларь», от шведского (варяжского) слова «larr». После монгольского нашествия их стали чаще назвать «сундук» (от тюрк. сандық — ящик). Понадобились сотни лет, чтобы грубо сколоченный ящик обрёл ножки, ручки с торцов, усиленный металлическими углами и полосами корпус, замок, внутренние отделы и обивку.
К эпохе Возрождения лари и сундуки использовались повсеместно. Помимо хранения и транспортировки домашнего скарба, одежды и инструментов, были сундуки для оружия, для денег (сундуки-сейфы), сундуки-саркофаги (особенно в храмах) и даже сундуки-троны. Сундуки исполняли и роль кровати, стола, скамьи или стула. Размеры сундуков варьировались от крохотных шкатулок до гигантских, внутри которых можно было не только хранить вещи, но и спать. Развиваясь и варьируясь всё больше, сундуки стали превращаться в особые предметы мебели в современном смысле этого слова. Для этого сундук поставили на торец и снабдили полками и выдвижными ящиками. Произошло это, по всей вероятности, в Голландии, но долгое время этот вариант шкафа сосуществовал и развивался одновременно с другими формами мебели для хранения.
В парижском Музее декоративного искусства представлен грубоватый, похожий на сторожевую будку, экспонат. Табличка гласит, что это — редчайший дошедший до нас образец шкафа XIII века.

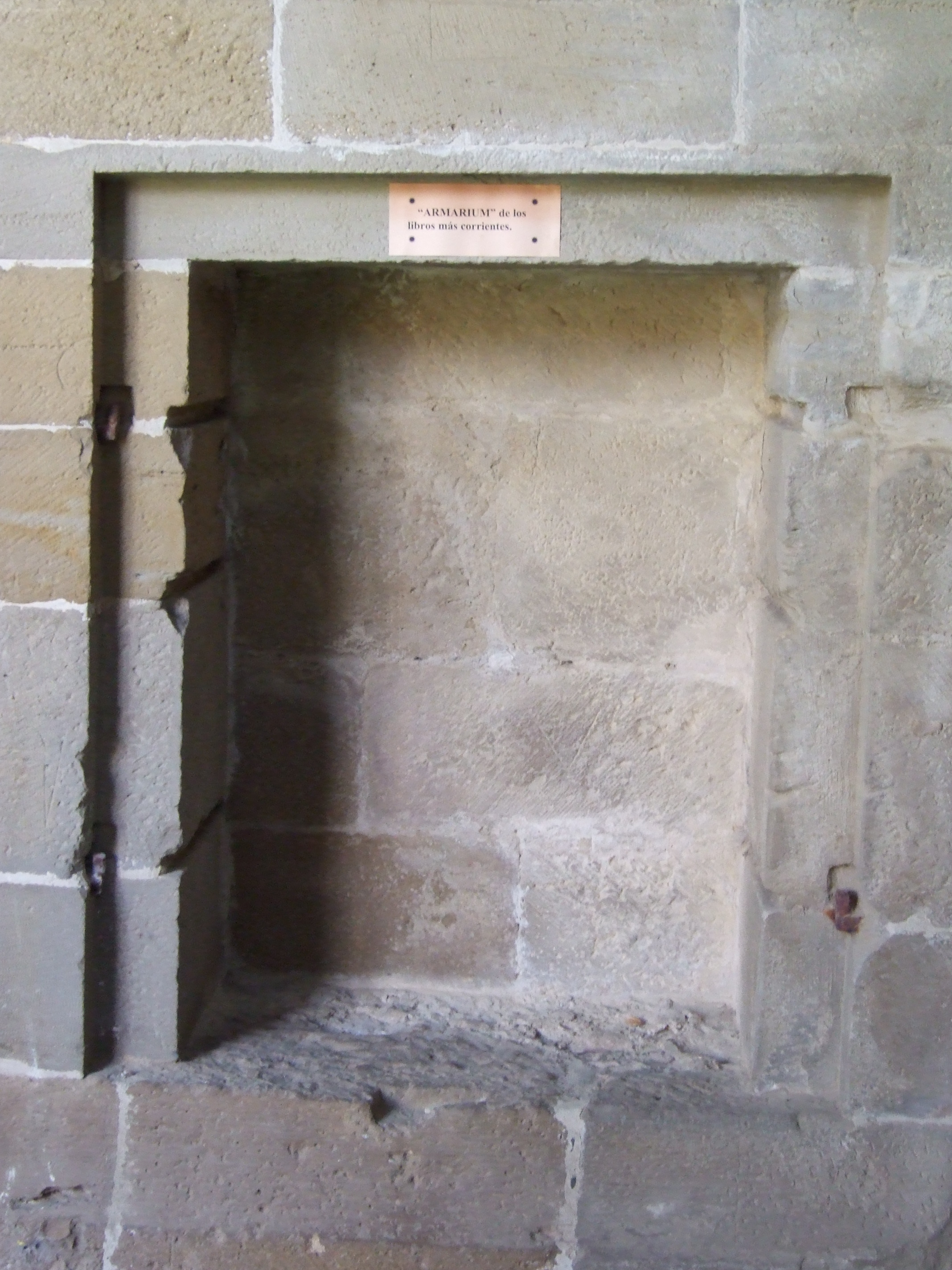
Армарий. Монастырь св. Оливии, Испания
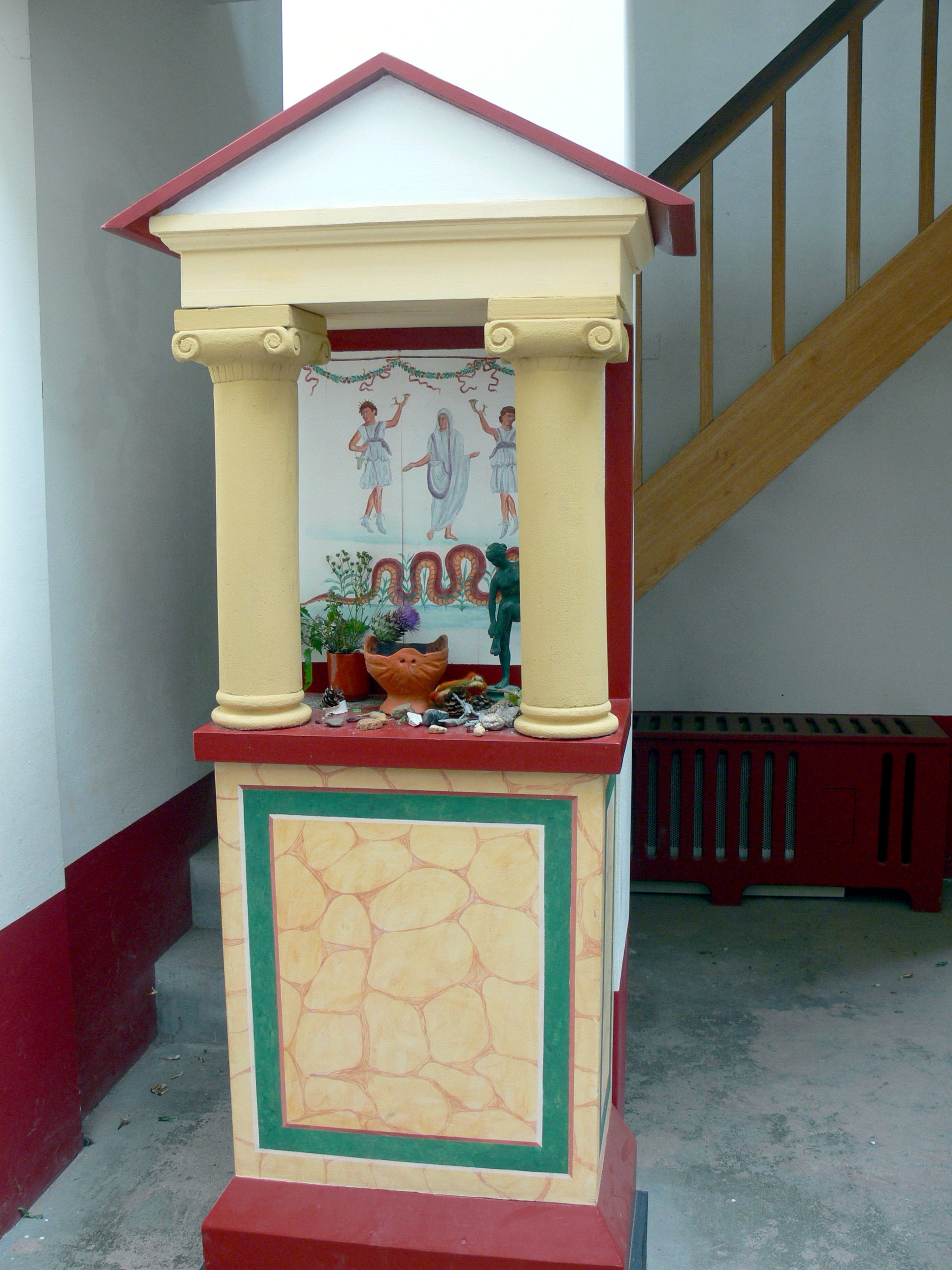
Ларарий. Реконструкция.
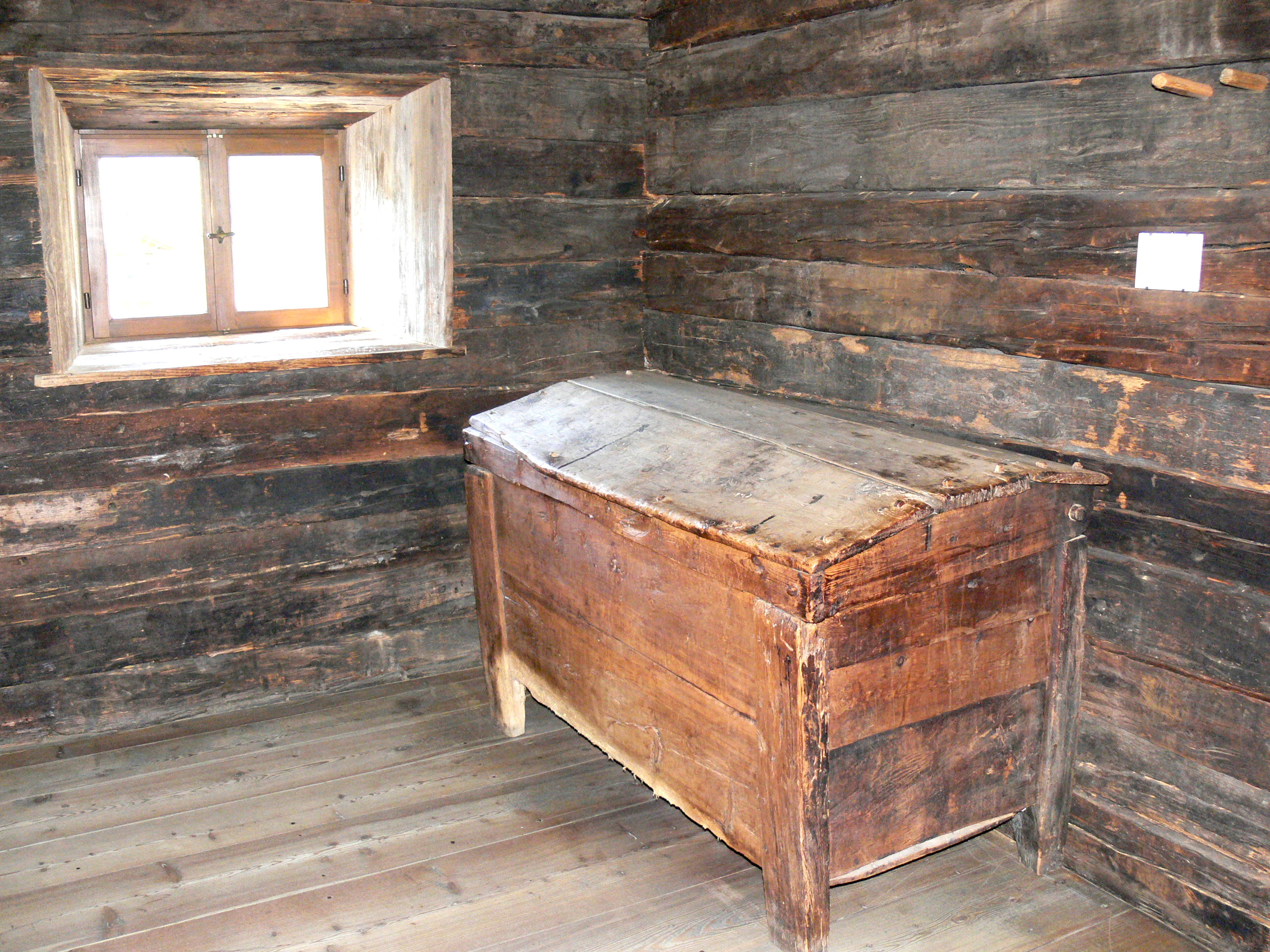
Сундук, XII век. Народный музей, Дитенхайм, Германия
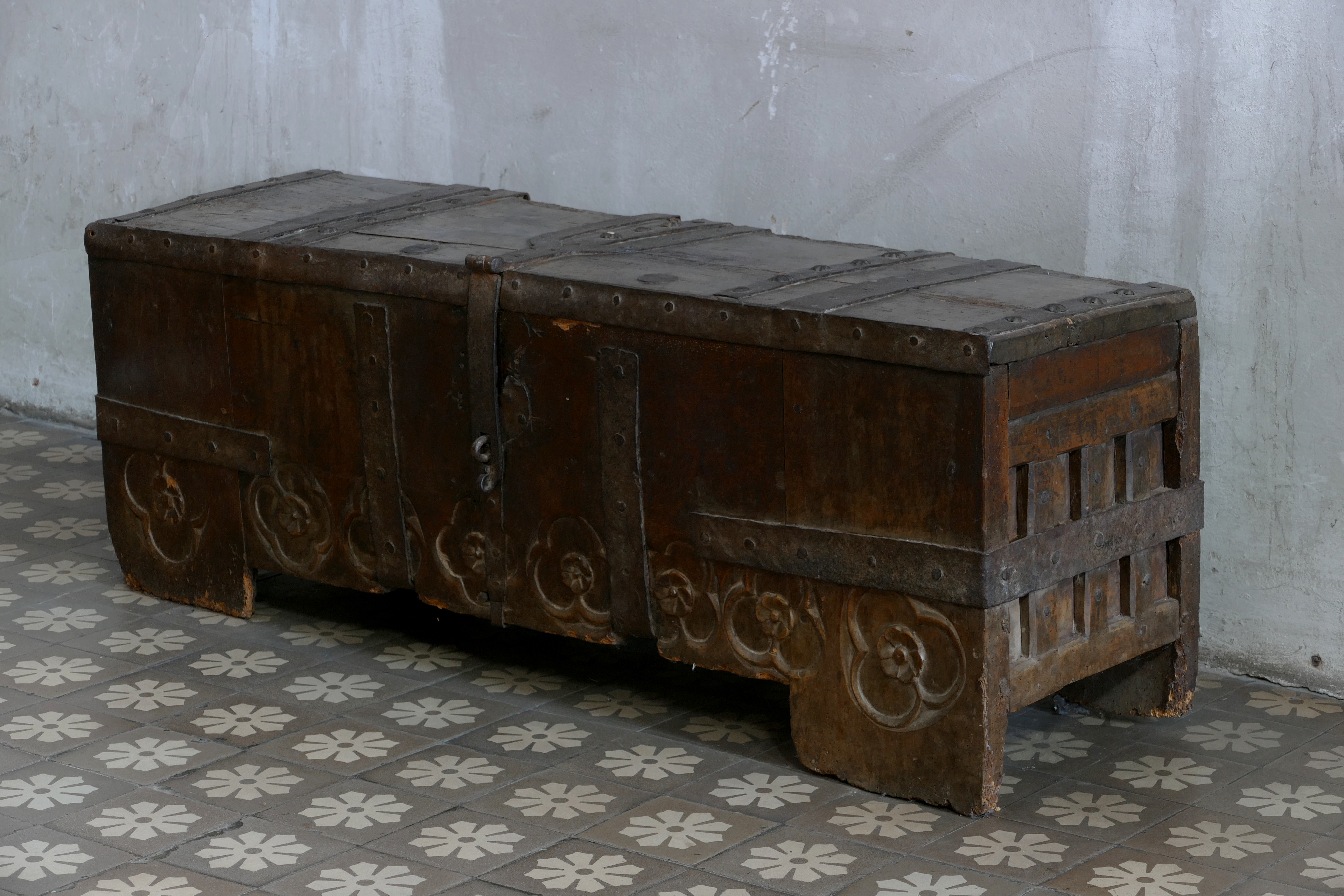
Сундук. Франция, Средние века
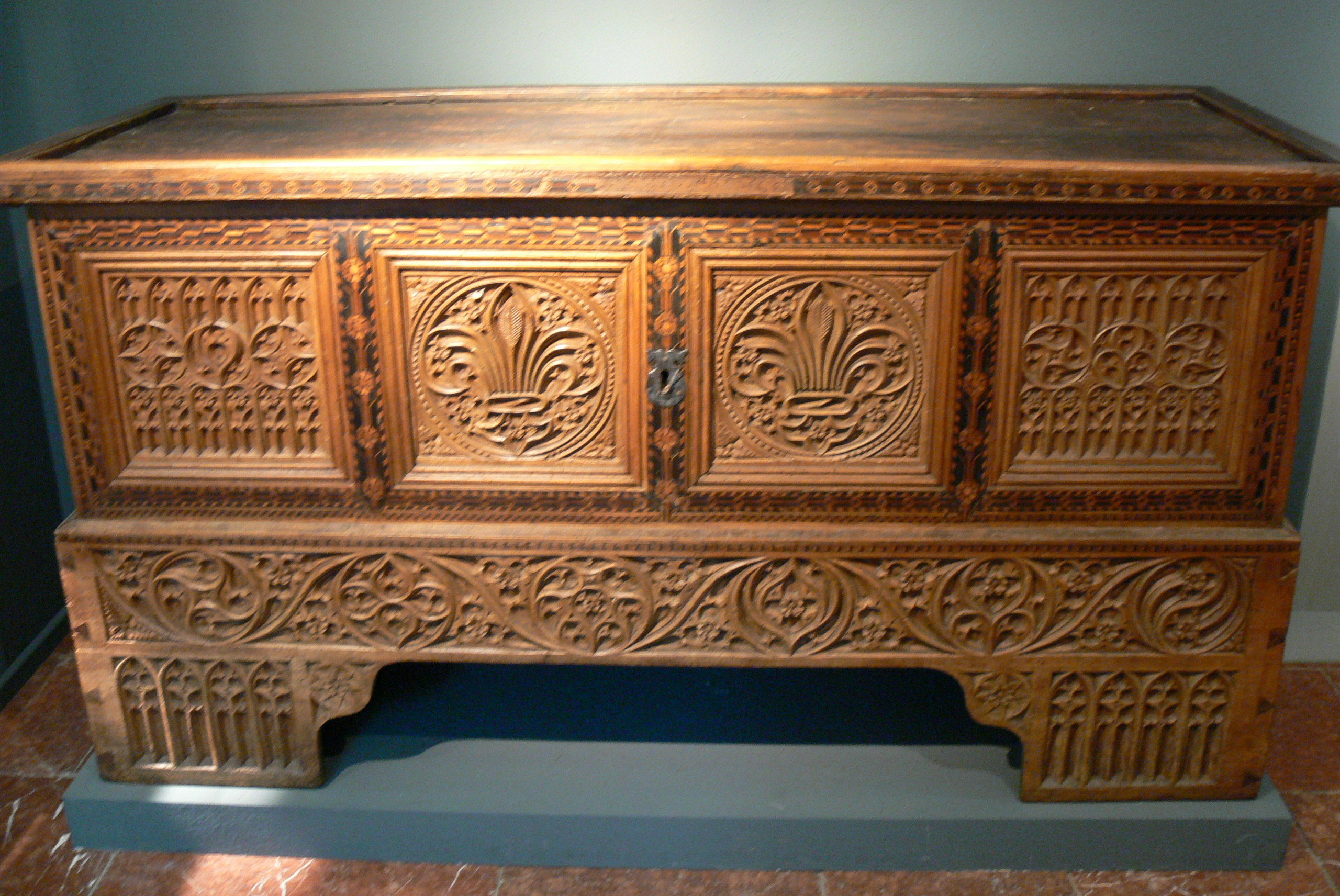
Сундук «готический», 1490-1500, Германия

### Ренессанс
К XIV веку в Италии, с благосостоянием горожан грубый сундук преобразился в помпезное, изысканное кассоне, — особый сундук, делавшийся специально для свадебного приданого из дорогих пород дерева, с резьбой, инкрустацией и росписью. В Италии из сундука изготавливался специальный столик с двумя ножками, опиравшийся на стену — креденца (от ит. credenza — вера, уверенность), на котором пробовали, не отравлено ли блюдо, перед тем, как подать на стол. Позже в Италии креденца обзавелась вторым ярусом и дверцами и стала использоваться не только в сервировочных, но и в гостиных, и в комнатах для переодевания.
Из креденцы или параллельно с ней во Франции развился особый вид шкафа — дрессуар (фр. dressoir), на втором ярусе которого расположились открытые полки. На полках выставлялись напоказ ценные наборы столовой посуды и прочие предметы роскоши. Королю пришлось законодательно ограничить количество полок, разрешённое тому или иному лицу. Так, барону по статусу полагалось две, графу три, а герцогу четыре полки. Хорошо зная об этом указе французского короля, невесте английского короля Генриха VIII Анне Болейн к свадьбе подарили дрессуар, в котором было двенадцать полок. Дрессуар, предназначенный для экспозиции наиболее ценной посуды в доме, соответственно украшался и был сам по себе весьма дорогим предметом мебели. С удешевлением производства стекла дрессуар превратился в современные горки, буфеты (серванты).
Из небольших сундуков, предназначенных для хранения важных документов, драгоценностей, редких книг и письменных принадлежностей развился другой тип мебели — кабинеты. Эти изящные шкафы и шкафчики, которые могли составляться или изготавливались сразу ярусами, со множеством выдвижных ящиков, появились в Италии в XVI веке и выполняли важную функцию в жизни дворянина — хранение переписки. В XVII веке европейские правители ставили кабинеты в комнатах, которые часто были настоящими ювелирными изделиями. Своим правителям в меру своих средств подражали и подданные:
В эту пору кабинет-шкаф превратился в весьма затейливое сооружение. Он нередко снабжался откидной или выдвижной доской для письма. Фасады напоминали красивые здания, они украшались колонками, карнизами и даже балкончиками. На дверцах и ящиках выполняли настоящие картины из различных материалов. Кабинеты, сделанные мебельщиками разных стран, имели свои особенности. Например, испанские мастера украшали наружные стенки прорезными металлическими накладками, под которые наклеивали цветной бархат, а дверцы и ящики инкрустировали слоновой костью. Флорентийские мебельщики любили делать кабинеты из чёрного дерева и украшали их самоцветами. На ящиках изображались объёмные цветы, птицы и фрукты. В немецком Аугсбурге, славившемся резчиками по дереву, обязательным атрибутом была богатая резьба.
Постепенно название столь дорогого предмета интерьера перешло к названию комнаты, в которой он располагался.

### Новое и Новейшее время
Самым плодотворным для истории мебели оказался XVIII век. Именно в это время складываются основные современные формы мебели. В Англии под франкоязычным названием гардероб (от французских слов garde — «хранить», rоbе — «одежда») появился самый популярный вид шкафа — платяной шкаф. Вместе с гардеробом изобрели и вешалку-«плечики». В Англии же стали выпускать специальные книжные шкафы со стеклянными дверцами. Во Франции знаменитый придворный мебельщик Людовика XV Андре-Шарль Буль, объединив итальянские кассетоне с сундуком, изготовил для своего покровителя то, что позже стало называться комодом. Обычными стали бюро и секретеры, соединявшие в себе функции удобных шкафчиков с письменным столом.
На протяжении XIX века формы всех шкафов искали оптимальное сочетание размеров, материалов и функциональности, становясь всё более простыми в изготовлении и относительно доступными по цене. Шкафами стали обзаводиться семьи среднего и ниже достатка. Обычным в XIX веке стало употребление в шкафах зеркал.
В XX веке широко распространились шкафы-купе. Дверцы у них открываются не настежь, а в сторону, экономя при этом пространство комнаты. По мнению одних, идея таких дверец для шкафа пришла из Японии, где в домах многие внутренние стены — это смещаемые перегородки. По мнению других, идея принадлежит Наполеону, приказавшему скрыть беспорядок в казармах с помощью подвижных ширм, а жители Калифорнии в 1950-е только лишь заменили ширму дверью на колёсиках. По мнению третьих, шкафы-купе изобрели итальянские дизайнеры в 1950-е, когда разрабатывали «социальное жильё» для бедных слоёв населения.
В 1926 году датский инженер Кристиан Стинструп представил миру бесшумный, безвредный и долговечный холодильный шкаф, открыв новую специализацию в развитии шкафов для хранения пищи. А в 1945 году французский дизайнер Поль Кадовис представил модель шкафа, совмещавшую в себе функции гардероба, буфета и книжного шкафа одновременно, — в России эта модель стала чрезвычайно популярна под названием «стенка».

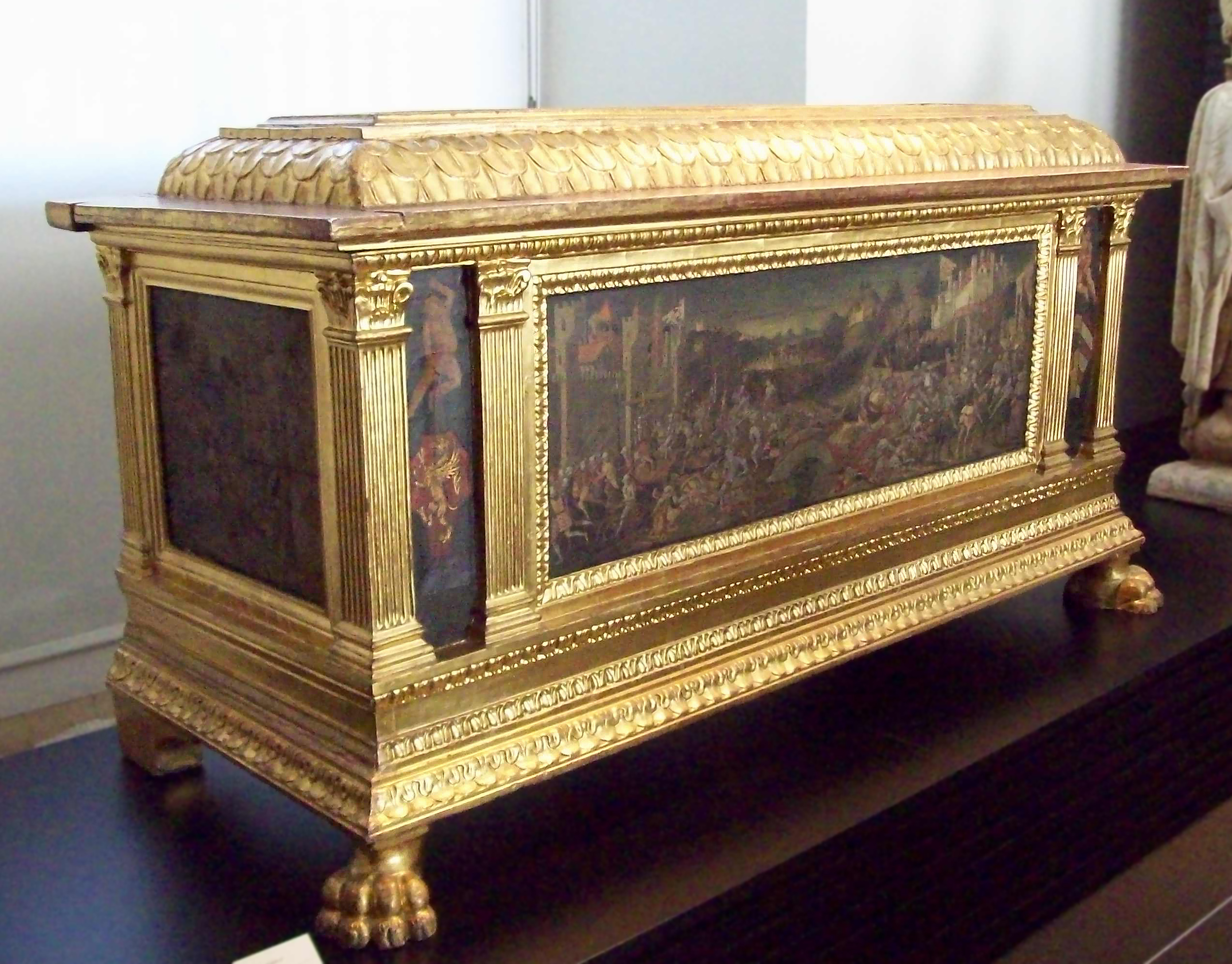
Кассоне, 1450-1500. Кедр, позолота, масляная живопись. Италия
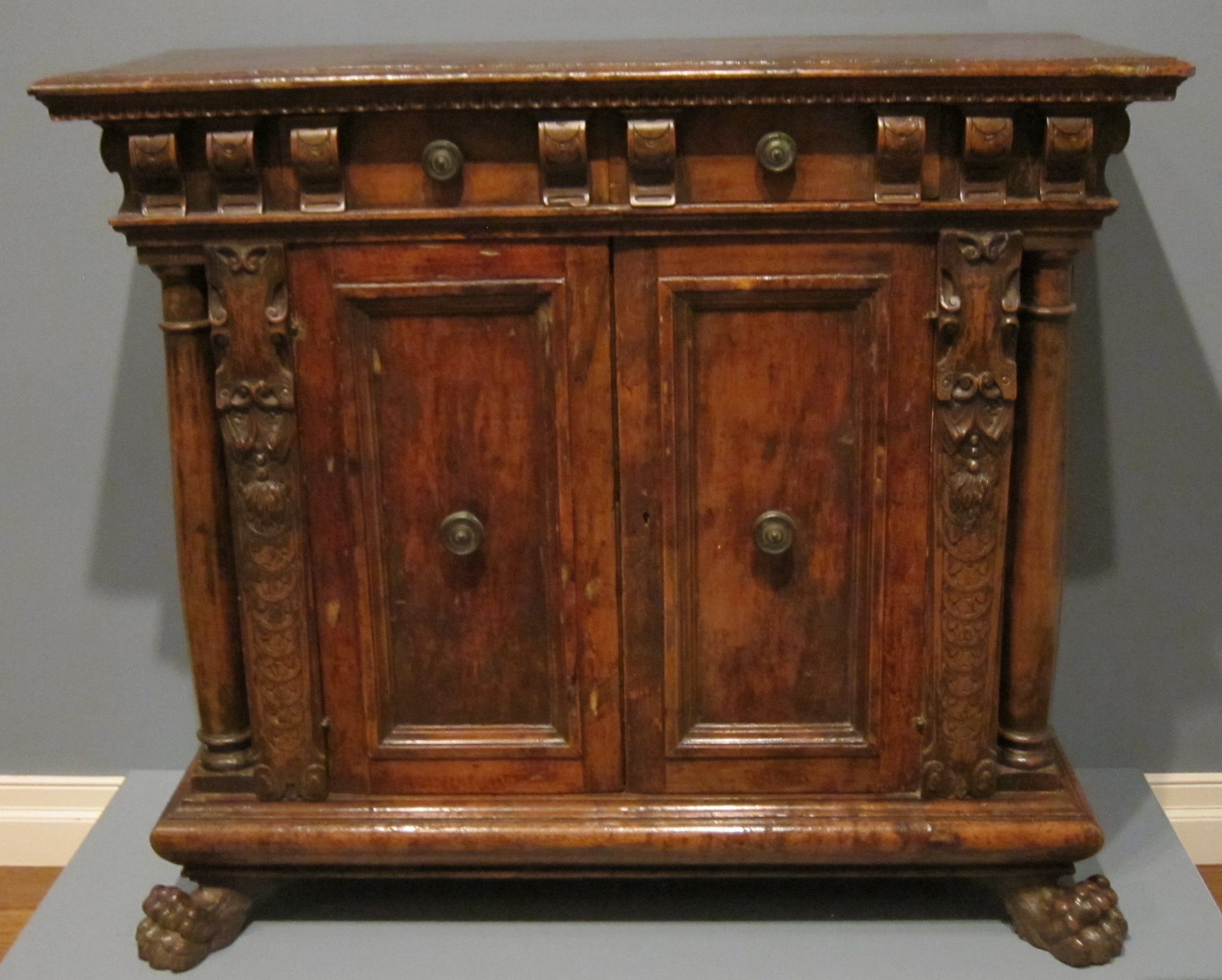
Креденца, XV-XVI в., Италия
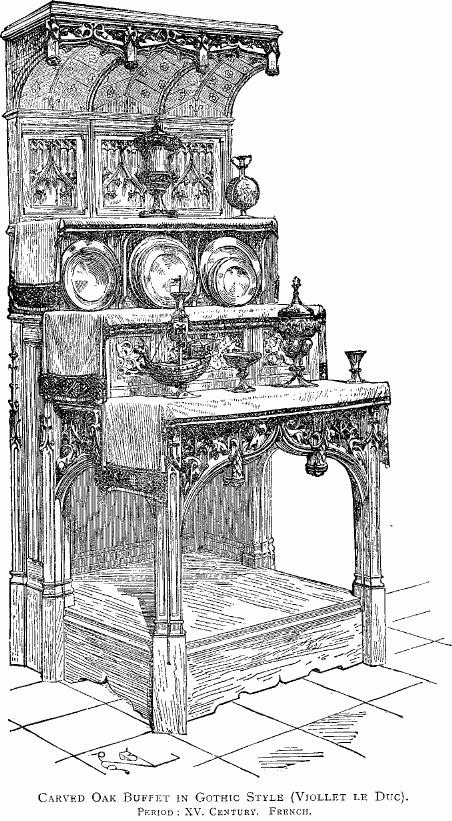
Дрессуар[фр.], XV в. Франция
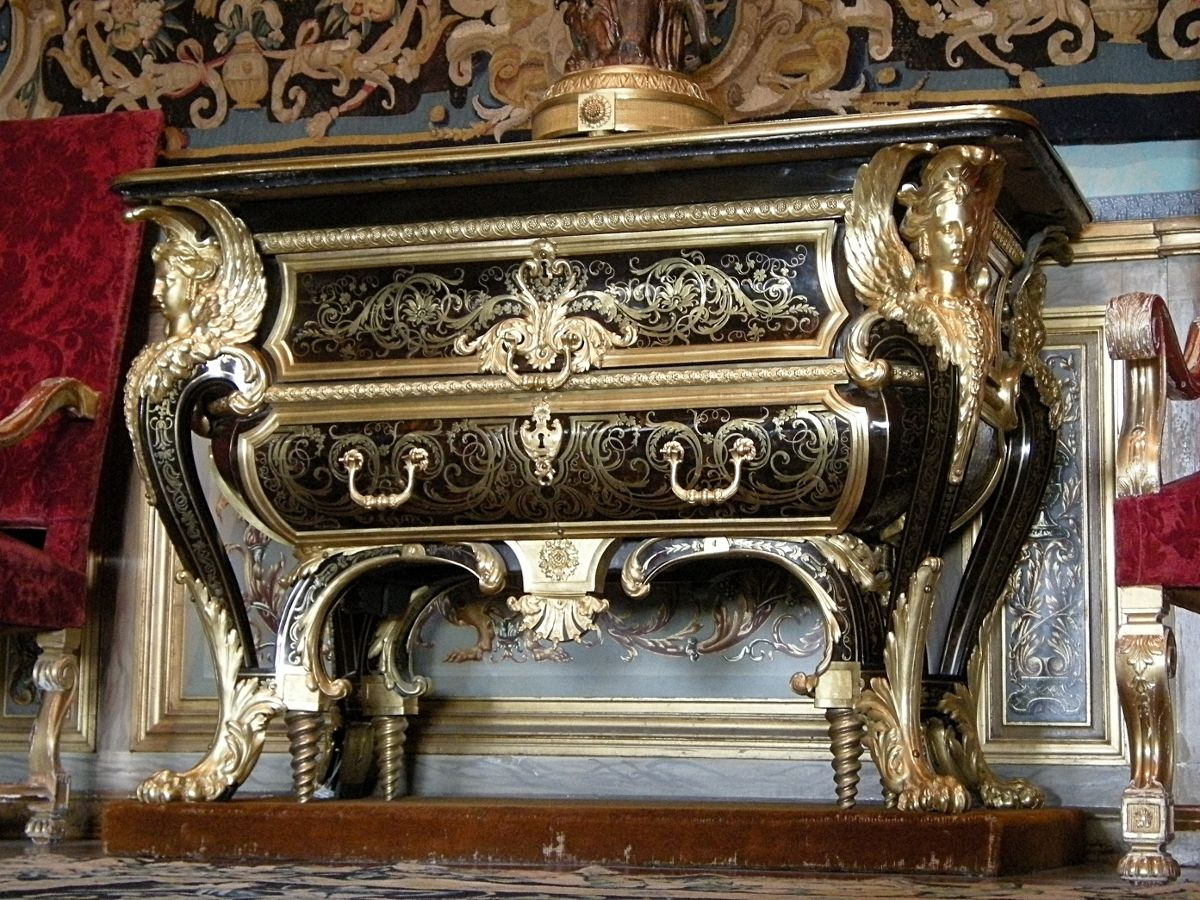
Комод работы Буля в Шантийи. Франция, XVIII в.
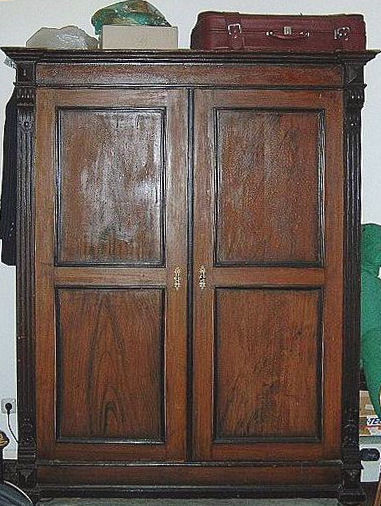
Шкаф, 1900

## История в России
В России до XVIII века применялось несколько разновидностей шкафа (шкапа): казёнка, поставец, шаф, рундук, книгохранительница. Шкафы изготавливали из липовых досок.
Казёнка предназначалась для хранения казны, то есть посуды и других дорогих вещей. Казёнка наглухо крепилась к стене.
Поставец — большие ящики с полками без дверец. Навешивались на стену на железные петли. Завешивались тканевыми занавесками. Поставец и шкаф — упрощённая разновидность шкафа. Высота от 2 до 4 аршин, с дверями. Имели выдвижные ящики.
Поставец, наглухо прикреплённый к стене, назывался рундук. Рундуки зачастую устраивали под лавками, особенно под коником.
Шаф состоял из двух частей: в нижней части устраивали выдвижные ящики, в верхней части — полки с дверцами. Шафы устанавливались на ножках. Шаф ничем не отличался от «поставца и шафа».
Книгохранительница — поставец или шаф, предназначенный для хранения книг.
Внутренности шкафов обивались тканями. Поверхности окрашивались под малахит или мрамор, сверху «чернились в глянс» — лакировались. Лицевая часть могла быть расписана цветами и фруктами.

## Классификация

### По расположению
- Отдельно стоящий (стационарный) — предмет мебели в форме параллелепипеда, располагающийся независимо от строительных элементов помещения.
- Встраиваемый — встраивается в помещение. Имеет связь со строительными элементами помещения (стенами, полом, потолком), которые являются неотъемлемой частью шкафа[16].

### По устройству дверей
- С распашными дверями
- С дверью-«гармошкой»
- С роллетой
- Без дверей
- С раздвижными дверями. Применяются в шкафах-купе.

### По функциональному назначению
Согласно ГОСТ 20400—80 «Продукция мебельного производства. Термины и определения», шкафы могут быть следующего назначения:
- Шкаф для одежды (гардероб, шифоньер, платяной шкаф) — шкаф обычно имеет отделение со штангой для хранения одежды на вешалках, отделение с полками для одежды, может иметь выдвижные ящики, зеркала как для отражения человека в полный рост, так и по пояс. Также могут быть укомплектованы галстукодержателями, выдвижными корзинами и пр.
- Шкаф для белья (бельевой шкаф) — шкаф для хранения белья.
- Шкаф для посуды — шкаф для хранения посуды.
- Шкаф для книг (книжный шкаф, библиотечный шкаф) — шкаф для хранения книг.
- Шкаф коллекторный — шкаф для установки оборудования теплого пола и узлов учёта.
- Кухонный шкаф — шкаф для хранения предметов кухонного и хозяйственного назначения.
- Кухонный шкаф-стол — шкаф с рабочей плоскостью для приготовления пищи.
- Шкаф под мойку — кухонный шкаф для установки мойки.
- Шкаф с витриной — шкаф с остеклёнными отделениями для экспонирования различных предметов.
- Шкаф-перегородка — шкаф для разделения помещения на отдельные зоны.
- Настенный шкаф — шкаф для хранения предметов различного назначения, навешиваемый на стену.
- Комбинированный шкаф — шкаф с отделениями и ящиками для хранения предметов различного назначения.
- Секретер — шкаф с откидной дверью или выдвижной доской для письменных работ.
- Буфет — шкаф для посуды и столового белья, верхняя плоскость которого предназначена для сервировочных работ.
- Тумба — шкаф пониженной высоты.
- Комод — шкаф пониженной высоты с ящиками для белья.
- Туалетная тумба — шкаф пониженной высоты с зеркалом и емкостями для туалетных принадлежностей.
- Тумба для постельных принадлежностей — шкаф пониженной высоты с отделением для постельных принадлежностей.

## Материалы и отделка
Традиционным материалом для изготовления шкафов является дерево. За всю историю развития шкафов в качестве материала для изготовления были перепробованы почти все породы древесины. В Средневековье мебель часто делали из пихты, груши или яблони, но предпочтение всегда отдавалось дубу. Лучшую мебель с XVI века оклеивали эбеном. В отделке широко использовались слоновая кость, черепаший панцирь, перламутр, золото, серебро, кованные элементы. Нередко использовались инкрустации самоцветами и драгоценными камнями. Большое значение имел лак, секрет которого мог быть и главным секретом мастера. На изготовление качественного шкафа с резьбой и отделкой уходило до нескольких лет. Мебель этого класса долгое время была дорогой.
В 1720-е годы в Лондон с Ямайки было случайно завезено «красное дерево», — на пути из колонии в Англию капитан взял партию неизвестной тропической древесины на борт в качестве балласта. Сначала из этой древесины получились хорошие ящики для свечей. Через некоторое время выдающийся английский мастер-мебельщик Питер Чиппендейл попробовал делать из красного дерева мебель, положив начало целой эпохе красных пород в мебельном искусстве. В России XVIII века красное дерево было известно под названием «мегагень» или «магонское».
Постепенно натуральные материалы стали заменять синтетическими или суррогатными на основе древесины. Со времени после Второй мировой войны всё больше и больше шкафы изготавливаются из ДСП, МДФ и фанеры, которые затем декорируются пластиковым шпоном. Фасады современных шкафов декорируют и другими материалами: стеклом (обычным, матовым, цветным, гранёным, наборным, зеркальным и т. п.); кожей, акрилом и прочими.
При изготовлении шкафов учитывается их назначение. Современные технологии позволяют изготавливать долговечные и удобные шкафы для помещений с большой влажностью и другими неблагоприятными условиями, к примеру, для ванной или сауны применяется особо влагостойкое ДСП. Гораздо чаще, чем раньше, для изготовления технических и некоторых видов служебных шкафов применяется металл.
Плоскости современных шкафов могут быть покрыты лаком, либо отполированы.

## Шкафы специального назначения (специализированные шкафы)
За последнее столетие под влиянием прогресса шкаф как предмет и как понятие стал применяться в новых областях человеческой деятельности, частично утрачивая или изменяя свою мебельную функцию.
Там, где дерево не подходит по условиям эксплуатации, стали применяться другие материалы, в частности — металл, стекло (оргстекло).
Дальнейшим развитием шкафа с витриной является полностью стеклянный шкаф, возможно на лёгком металлическом каркасе. Применяется как витрина в магазинах, музеях, на выставках.
Шкафы из металла обладают рядом замечательных свойств, таких как пожаробезопасность, устойчивость к впитыванию запахов, малая толщина стенок по сравнению с деревом, значительная прочность и устойчивость к механическим повреждениям. Это позволяет применять металлические шкафы в самых разных областях:
- лабораторные шкафы для хранения различных агрессивных жидкостей, химреактивов, газовых баллонов
- шкафы для спецодежды
- оружейные шкафы (в том числе сейф)
- инструментальные шкафы и тумбы (шкафы для хранения инструмента и принадлежностей на заводах, ремонтных зонах и др.)
- электротехнические шкафы для размещения силового электрооборудования и автоматики
- монтажные шкафы для размещения коммуникационного оборудования и серверов

Также шкафом называется выемка или ниша в стене здания, закрытая дверью. В этом случае стенкой шкафа служит кирпичная или бетонная стена здания. Так оформляются пожарные шкафы с пожарными кранами и огнетушителями, сантехнические шкафы, кроссовые шкафы для разводки телефонии.

## Шкафы в культуре

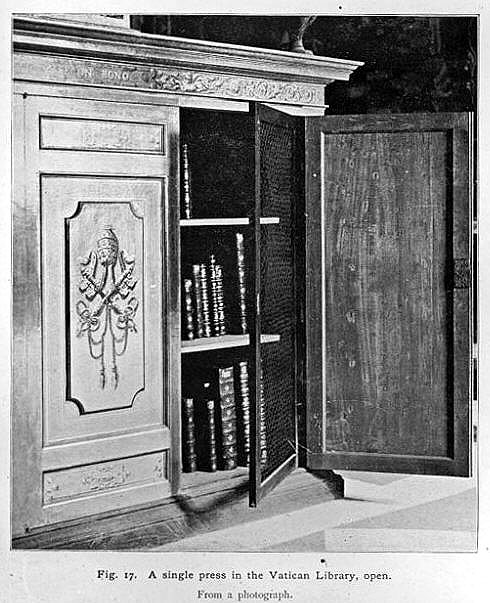
Библиотека Ватикана: книжный шкаф

Специальных работ, посвящённых изучению шкафа в культуре немного.Шкаф оказал глубокое и всестороннее воздействие на социально-культурологическое пространство, закрепился в культурно значимых областях знания и познания на самых разных языках мира. Как самый крупный и даже неизбежный предмет типичного интерьера, шкаф проник во все зрительные виды искусства — в литературу, поэзию, драматургию, кинофильмы, живопись. Шкаф обрёл особую значимость в психологии.
Очень показателен для многих культурных реминисценций шкафа эпизод из «Мещан» Горького:

Петр: По вечерам у нас в доме как-то особенно… тесно и угрюмо. Все эти допотопные вещи как бы вырастают, становятся ещё крупнее, тяжелее… и, вытесняя воздух, — мешают дышать. (Стучит рукой в шкаф.) Вот этот чулан восемнадцать лет стоит на одном месте… восемнадцать лет… Говорят — жизнь быстро двигается вперед, а вот шкафа этого она никуда не подвинула ни на вершок… Маленький я не раз разбивал себе лоб о его твердыню… и теперь он почему-то мешает мне. Дурацкая штука… Не шкаф, а какой-то символ… чёрт бы его взял!

В книгах «Хроники Нарнии» через шкаф дети попадали в сказочную страну Нарния; в не менее известной серии книг «Гарри Поттер» два шкафа образовывали нечто вроде магического коридора (аттракцион «Исчезательный шкаф»); в романе Джона Краули «Маленький, Большой» герой, как и герои «Хроник Нарнии», попадает в лес тоже из шкафа. Мотив «шкаф — это дверь в удивительный мир» нужно признать как архитипический сюжет сказок. В XIX-м веке в сказке «Щелкунчик» его использовал Э. А. Гоффман:
Он подал руку Мари, и они ступили на порожек платяного шкафа. Щелкунчик дёрнул за рукав отцовской лисьей шубы, мохнатой и пушистой, как рождественская ёлка, и оттуда тотчас опустилась лёгкая кедровая лесенка. Спустя мгновение Мари очутилась на лугу, сверкающем разноцветными каменьями.
В русской аудитории известен монолог Гаева из пьесы А. П. Чехова «Вишнёвый сад»:
Дорогой, многоуважаемый шкаф! Приветствую твое существование, которое вот уже больше ста лет было направлено к светлым идеалам добра и справедливости; твой молчаливый призыв к плодотворной работе не ослабевал в течение ста лет, поддерживая (сквозь слезы) в поколениях нашего рода бодрость, веру в лучшее будущее и воспитывая в нас идеалы добра и общественного самосознания.
Утверждают, что в уста Гаева Чехов вложил обращение к своему собственному шкафу — «великолепному шкафу-поставцу павловской работы», бывший с ним с детства, и который он забрал из родительского дома и возил за собой, куда бы не переезжал, вплоть до последнего пристанища в Ялте.

Одно из самых ранних воспоминаний своего детства основоположника психоанализа Зигмунда Фрейда связано с его старшим братом, его матерью и шкафом. Позже Фрейд уверенно отнесёт шкаф к «универсальным символам женских половых органов» и будет учить психологов расшифровывать сны, в которых пациенту снились какие-либо манипуляции со шкафом. Часто можно встретить ненаучные рассуждения о сновидениях, развившиеся, однако, непосредственно из знаменитого учения Фрейда о подсознательном, к примеру, такие:
Шкаф — это символ женщины, а иногда — символ её половых органов. Если в шкафу много хороших, аккуратно сложенных вещей, то женщина здорова и отличается высоким сексуальным темпераментом. Если шкаф пуст, то вполне возможно, что женщина фригидна. Если шкаф сломан, значит, женщина страдает от каких-либо заболеваний, не обязательно связанных с её половой сферой. В то же время, если в шкафу сломались ящики или его дверь, значит не в порядке именно её половые органы. Если женщине приснилось, что она что-то ищет в шкафу, то её беспокоит собственное здоровье. Если мужчине приснилось, что он копается в своём шкафу, значит он не получает сексуального удовлетворения. Открывать шкаф — для мужчины это желание секса, для женщины — стремление к однополым отношениям. Если приснился шкаф с открытыми дверцами, значит, сновидца не оставляет обида на партнёра за его прошлые интимные связи. Ремонт шкафа, в том числе его покраска, свидетельствует о том, что сновидец безудержно ревнив. Если у вас возникли проблемы с тем, чтобы открыть свой шкаф, потому что, например, вы потеряли ключи от него, то ваши отношения с партнёром будут серьёзно испорчены. Наиболее вероятной причиной этого могут быть проблемы в половой сфере. Если приснился опрокинутый шкаф, значит, сновидец мечтает об анальном сексе. Трёхстворчатый шкаф может говорить о бисексуальности сновидца и даже о его желании изменить свою половую принадлежность.
Подсознательно-эротическая интерпретация шкафа Фрейдом перекликается со знаменитым устойчивым выражением англичан «скелет в шкафу», породившем целый пласт литературных реминисценций, самой известной из которых является роман Сомерсета Моэма «Скелет в шкафу, или Пироги и пиво», героиня которого легкомысленная красавица. Сюда же следует отнести известный в России мем «любовник в шкафу», служивший конструктом для смешного рассказа уже в начале XX века.
Фильмы так или иначе поддерживают заданное психологией ребёнка и, как следствие, литературой восприятие шкафа, хотя встречаются и самостоятельные, построенные не на литературе, а на собственном опыте кинорежиссёров интерпретации.
В России шкаф называют «Святая святых храма повседневной жизни», — символом, своеобразно отражающим отношение своих хозяев к прошлому, настоящему и будущему.